# Luis de Eguílaz
Luis Martínez Eguílaz y Eguílaz, född 1830, död 24 juli 1874, var en spansk teaterförfattare.
Eguílaz skrev sin första komedi, Por dinero baila el perro (För pengar dansar hunden) vid 14 års ålder och utgav sedan ett stort antal komedier och några historiska skådespel, som på sin tid vann stort bifall. Som hans främsta verk brukar räknas La cruz del matrimonio (Äktenskapets kors, 1861), med moralisk tendens som hans övriga verk.